# سيلفستر غيلبرت
سيلفستر غيلبرت (بالإنجليزية: Sylvester Gilbert)‏ هو محامي وقاضي وسياسي أمريكي، ولد في 20 أكتوبر 1755 في هيبرون في الولايات المتحدة، وتوفي بنفس المكان في 2 يناير 1846. انتخب عضو مجلس نواب كونيتيكت وانتخب عضو مجلس النواب الأمريكي.